# Santo Estêvão de Bastuço
Pour les articles homonymes, voir Bastuço.
Santo Estêvão de Bastuço est une freguesia portugaise située dans la municipalité de Barcelos.
Avec une superficie de 1,93 km² et une population de 456 habitants (2001), la paroisse possède une densité de 236,3 habitants par kilomètre carré.